# Benediktinerkloster Wismar
Ein Benediktinerkloster in Wismar soll zwischen 1180 und 1239 gegründet und nach 1251 durch die Wismarer Franziskaner übernommen worden sein. Wahrscheinlich handelt es sich um eine Namensverwechslung mit dem Benediktinerkloster Cismar.

## Geschichte
Der Überlieferung nach hatten in Wismar Benediktinermönche vor 1239, vielleicht schon 1180, am Rande einer wendischen Kaufmannssiedlung zwischen der Alt- und Neustadt ein Kloster gegründet. Urkundlich ist das bisher nicht nachweisbar. Pastor Leuckfeld erwähnte das Benediktinerkloster in einer nach Rom gesandten Aufstellung deutscher Benediktinerklöster In ducatu Megalopolensi est monasterium Vismariense.
Die ersten Mönche sollen aus dem St.-Aegidien-Kloster zu Braunschweig über Lübeck nach Wismar gekommen sein. Als ihre Klosterkirche wurde die einfache, um 1180 erbaute Rechteckkirche zum Heiligen Kreuz angesehen. Sie wurde mit Hilfe des Lübecker Bischofs Heinrich I. errichtet, war aber keine Stadtkirche. Heinrich war Mönch im Aegidienkloster zu Braunschweig, ab 1162 dort Abt und ab 1173 Bischof zu Lübeck. In Lübeck gründete er 1177 das St.-Johannis-Kloster und besetzte es mit Benediktinermönchen aus Braunschweig. Spätestens nach 1230 sollen nach Streitigkeiten um die Sitten im Lübecker St. Johanniskloster die dort ausgewiesenen Benediktinermönche nach Cismar und zu ihren Ordensbrüdern nach Wismar gegangen sein, um das Wismarer Kloster zu vergrößern und auch Klosterhöfe und liegende Güter anzuschaffen.
Die Wismarer Mönche hätten angeblich ihr Benediktinerkloster spätestens beim Zuzug der Franziskaner 1251/1252 verlassen und sollen in dem 1231 von Lübeck nach Cismar in Holstein verlegten Mönchskonvent aufgenommen worden sein.
Die Aussagen stützen sich auf Forschungen von Dietrich Schröder aus dem 18. Jahrhundert, der sich seinerseits auf Bernhard Latomus bezieht. Ingo Ulpts weist nach, dass bei beiden Autoren eine Namensverwechslung durch Lesefehler alter Urkunden vorgelegen habe und statt Wismar immer Cismar gemeint gewesen sei; so sei die Angabe in einer von Schröder edierten Urkunde von 1283, der Benediktinerkonvent zu Wismar, Lübecker Diözese, fehlerhaft, da Wismar in der Diözese Ratzeburg lag, Cismar hingegen tatsächlich in der Diözese Lübeck. Die Existenz eines Benediktinerklosters in Wismar bedarf noch weiterer Klärungen.
Der Abt Wiprecht und Prior Johann II. des Benediktinerklosters Cismar kauften am 1. Mai 1318 von dem Wismarer Ratsherren Johannes de Crukow eine Hofstelle für 36 slawische Mark, von Martinus de Ighelowe eine Hofstelle für sechs slawische Mark und von Johannes Vrese eine Hofstelle für 20 slawische Mark, alle lagen in der Vogtsgrube (Vogedes Groven). Die ehemalige Vogtsgrube ist die heutige Claus-Jesup-Straße, die genaue Lage der Grundstücke ist nicht bekannt. Bereits am 8. Juli 1374 verkauften die Mönche den von ihnen erbauten Hof wieder. Dem Kloster gehörte neben den Dörfern Mittel- und Hinter Wendorf und noch Grundbesitz auf der Insel Poel. Durch Verschuldung des Cismarer Klosterkonvents in Holstein verkaufte das Kloster 1328 seine Hufen in Wester- und Ostergollwitz und 1329 in Vorwerk und Malchow auf der Insel Poel.
Schon am 20. September 1313 hatte das Cismarer Kloster für 500 slawische Mark die Mühle bei Dammhusen gekauft, den Besitz bestätigte Herzog Erich von Sachsen 1325. Noch 1374 wurde sie Cismarer Mühle genannt. Am 29. November 1338 verkaufte das Kloster den Erben des Wismarer Bürgers Bernhard von Norwegen und anderen eine Rente von 15 Mark aus ihrem kleinen Haus in der Vogtsgrube.

## Gedruckte Quellen
- Mecklenburgisches Urkundenbuch (MUB)